# Offenbeek
Offenbeek (en limbourgeois Óffebek) est un village néerlandais situé dans la commune de Beesel, dans la province du Limbourg néerlandais. Le 1er janvier 2007, le village comptait 4 879 habitants.